# 윌리엄 베인브리지
윌리엄 베인브리지(William Bainbridge, 1774년 5월 7일 - 1833년 7월 28일)는 미국의 군인으로, 미국 해군 사령관이다. 미영 전쟁에서 영국 해군의 프리깃, HMS 자바와의 전투에서의 승리로 잘 알려져 있다.
그는 존 애덤스를 비롯하여 6명의 대통령 휘하에서 복무를 했으며, 그는 여러 척의 유명 함선들을 지휘했으며, 그 중에는 ‘USS 컨스티튜션’(USS Constitution)이 있었고, 이 배를 타고 바버리 전쟁과 1812년 전쟁에 참여를 했다. 베인브리지는 또한 북아프리카 트리폴리 해변에서 상륙을 할 때 ‘USS 필라델피아’(USS Philadelphia)의 사령관을 역임했으며, 이때 그는 포로로 잡혀서 몇 달을 투옥된 채 보냈다. 그의 군 경력 후반기에는 해군 위원회가 되었다.

## 생애
베인브리지는 뉴저지주 프린스턴에서 아버지 압살롬 베인브리지 박사와 어머니 매어리 테일러 베인브리지 사이에 장남으로 태어났다. 아버지는 미국 독립 전쟁 때 왕당파로 영국군에서 의사로 복무를 하였고, 뉴저지 주에 의해 반역죄로 기소되었다. 그는 해군 대위가 되었던 조세프와 존 T.까지 2명의 동생들이 있었고, 누이 동생으로는 매어리가 있었다. 그는 아버지가 1783년에 잉글랜드로 떠나버렸기 때문에, 뉴저지 미들턴에서 외할아버지 에스콰이어 존 테일러의 손에 자랐다. 그의 어머니는 건강 상의 이유로 같이 떠나지 못했다. 결국 그의 부친도 미국으로 돌아와 뉴욕 시에서 1807년 사망을 했다.

### 초기 해군 복무
베인브리지는 14세에 선원이 되어, 어려서 스쿠너의 지휘를 하게 되었다. 당시 미국의 무역선은 항해 조례에 의해 영국령 서인도 제도에서의 상거래에서 제외될 가능성이 있었음에도 불구하고, 농장주들에 의한 위장의 원조로, 대부분이 밀수 거래에 관여 했다.
전쟁으로 중립적 입장에서 무역을 하는 것을 어렵게 했다. 따라서 베인브리지는 영국과 프랑스 순양함의 잦은 간섭을 피하거나 격퇴하는 것을 기대해야 했다. 그는 보르도에서 세인트토머스섬으로 가는 길에 영국 스쿠너(아마도 사략선)의 공격을 받고 이를 격퇴했지만 그 화물을 강탈않았다고 한다. 또한 에드워드 펠루 경이 지휘하는 프리깃, HMS 인디퍼티거블(HMS Indefatigable)에 의해 미국인 선원이 징용된 것에 대한 보복으로 영국 배에서 선원을 데리고 나간 것으로 알려졌다. 1798년에 미국 해군이 창설되자 그는 해군 장교로 스쿠너 USS 리탤리에이션(USS Retaliation)의 함장으로 임명되었다.
〈리탤리에이션 호〉의 함장으로 서인도 제도를 순찰하는 동안, 베인브리지는 프랑스 프리깃으로부터 추적을 받고 항복했다. 그가 항복을 결정했을 때 승무원 반대도 없었고, 이 행동에 대해 베인브리지는 처벌을 받지도 않았다. 18문포를 장착한 브리그 USS 노퍽(USS Norfolk)의 함장으로, 베인브리지는 프랑스 군에 대항했다. 프랑스는 영국과 마찬가지로 미국 상선에 대해 공격적이었다.

## 제1차 바르바리 전쟁
1800년, 미국은 알제리의 날에 지중해에서 미국 상선을 포획하지 않도록 요청하기 때문에 베인브리지를 파견했다. 24문포를 장착한 슬루프 USS 조지 워싱턴(USS George Washington)에 도착 후, 베인브리지는 알제리 항구 요새의 포문 바로 아래에 정박하는 전략적 실수를 범했다. 데이는 알제 대사와 수행원을 콘스탄티노플로 운반하거나 함을 포격으로 즉시 파괴되거나 중 하나를 선택하도록 요구했다. 대단한 혐오를 느끼면서 베인브리지는 알제리 깃발을 게양하여 데이의 사자를 맡는 것을 허락했다.
미국은 바버리 국가에 대한 공작이 무의미 했음을 깨닫고 무력 행사를 결정하였고, 베인브리지는 알제리, 튀니스 공격에 참가했다. USS 필라델피아(USS Philadelphia)의 지휘를 맡고 있었지만, 1803년 11월 29일 튀니지 해안에서 좌초 당했다.
베인브리지는 자함이 손상당하지 않았지만, 승무원과 함께 항복했다. 사실 함은 만조 후에 좌초되었고, 튀니스의 만에서 체포되었다.
USS 인트리피드(USS Intrepid)를 지휘하던 스티븐 디케이터 중위는 1804년 2월 16일에 필라델피아를 파괴하기 위해 트리폴리 항구에 야습을 감행했다. 허레이쇼 넬슨 제독은 이를 '시대의 가장 대담하고 용감한 행위'라고 평했다고 한다.
필라델피아 호와 승무원 나포는 제퍼슨 대통령이 육군의 장군이었던 윌리엄 이턴을 트리폴리에 파견하는 동기가 되었다.
1805년에 실시된 300명의 미국인 인질을 석방하기 위한 임무는 미국 첫 번째의 비밀 작전이었다. 이턴은 프레슬리 · 오바논을 대장으로 하는 미국 해병대의 초연과 함께 알렉산드리아에 상륙하여 20명의 기독교 (그중 8명은 미국 해병이었다.) 및 100명의 이슬람 용병들의 그룹을 결성하고 500마일 이상의 긴 여행을 했다.
아이작 헐이 함장을 맡고 있는 브리그 USS 아르고스(USS Argus)가 해상에서 지원해 이턴은 1805년 4월 27일 다네에서 트리폴리에 대한 공격을 시작했다(다네 전투). 다네의 함락은 " 해병대 찬가"에서 노래되었다. 또한 미군이 트리폴리에 육박되며, 1805년 6월 토비아스 리어와 존 로저스 대장이 트리폴리의 파샤와 평화 협상을 하게 되었다.
베인브리지는 1806년 6월 3일까지 투옥되어 있었다. 해방 후 그는 투옥으로 잃어버린 이익을 되찾기 위해 해상무역 업무로 돌아왔다. 제1차 바르바리 전쟁의 종결과 함께 미국 해군은 그 규모를 축소하고 대부분의 프리깃은 항구에 정박되었다. 의회는 1809년 상반기에이 정책을 변경하고 베인브리지는 1809년에 프리깃 USS 프레지던트(USS President)의 함장으로 부임, 그해 9월에 대서양 연안 순찰을 시작했다. 1810년 6월에는 연안에서의 임무를 이동했다.

## 미영 전쟁

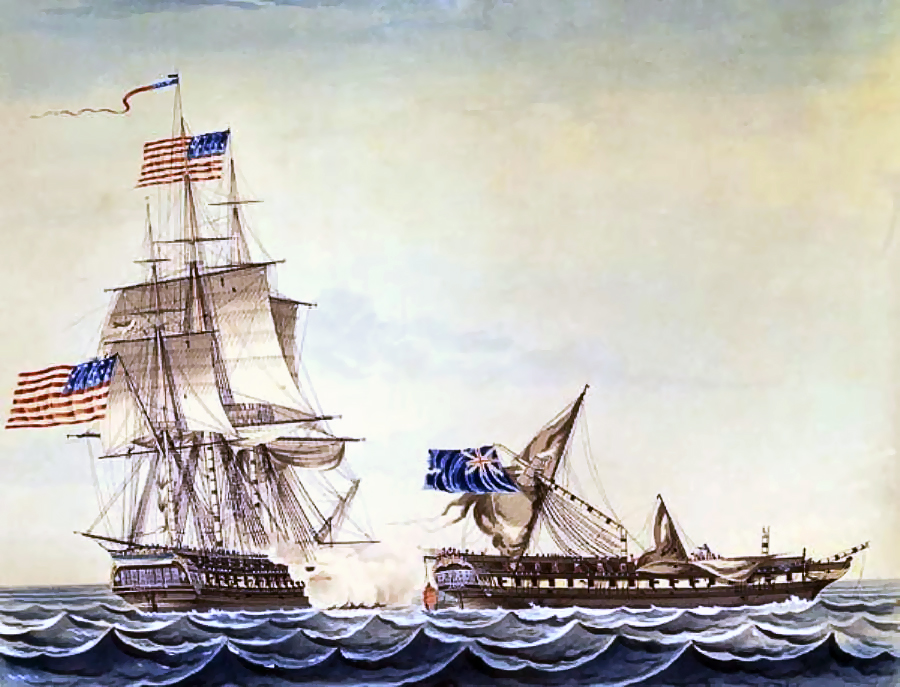
HMS 자바와 교전을 벌이는 컨스티튜션 호

미국과 영국 사이에 미영 전쟁이 발발하면서 베인브리지는 아이작 헐의 후임으로 44문포 장착된 프리깃, USS 컨스티튜션(USS Constitution)의 함장이 되었다. 컨스티튜션은 HMS 게리에르(HMS Guerriere)와의 전투에서 이 배를 격파시키면서 훌륭한 전적을 올렸고, 베인브리지의 지휘 하에 남부 대서양을 순항했다.
1812년 12월 29일 베인브리지는 영국 해군의 프리깃, 〈자바 호〉와 조우한다. 자바는 새로 봄베이 총독으로 임명된 토머스 히스릿뿌 육군 중장과 그 직원을 태우고 동인도 제도로 가는 길이었다. 자바호에 탑승하고 있던 선원들은 매우 미숙한 사람이 많았고, 훈련을 받은 자는 극히 일부였으며 선원들은 하루만 포술 훈련을 받았을 뿐이었다. 미국 해군은 포술 훈련에 대해 상당한 주의를 기울여 컨스티튜션 호의 선원들은 포술에 숙련되어 있었기 때문에, 자바 호의 운명은 이내 결정되었다. 전투에서 자바 호는 전파되는 큰 손실은 입은 반면, 컨스티튜션으로는 조타 장치에 일부 피해를 입을 뿐, 인명 피해는 거의 없었기 때문에 항복을 할 수밖에 없었다. 전투 도중 베인브리지는 두번이나 부상당했지만 지휘를 계속했다. 컨스티튜션 호는 자바호가 침몰하기 전에 그 조타 장치를 제거하고 자신들의 배에 장착을 했다. 컨스티튜션은 지금도 현역으로 임무를 계속 중(보스턴 항구에 정박 중)이지만, 그 조타 장치는 베인브리지가 자바 호에서 빼내어 장착한 바로 그것이다.

## 제2차 바르바리 전쟁
영국과의 전쟁이 끝나자, 베인브리지는 제2차 바르바리 전쟁에 종군 바버리 해적과 싸웠다.
1820년 베인브리지는 스티븐 디케이터의 결투 코치를 맡았다. 베인브리지는 실제로 디케이터에게 오랜 질투심을 품고 있었다.
1824년부터 1827년까지 그는 해군 평의위원회의 위원을 맡았다. 베인브리지는 필라델피아에서 사망하여 필라델피아의 크라이스트처치 매장 묘지에 매장되었다.

## 명예
베인브리지를 기념하기 위해 몇 척의 함정이 베인브리지로 명명되었다. 1842년에 취역한 브릭스, 미국 해군 최초의 구축함인 DD-1, 클렘슨급 구축함 DD-246, 원자력 미사일 순양함 CGN-25, 알레이 버크급 구축함인 DDG-96의 5척이다.
또한 그의 명예를 기려서 선정된 지명이나 시설로는 다음과 같은 것들이 있다.
- 베인브리지 아일랜드(워싱턴주)
- 베인브리지 카운티 지역(오하이오)
- 베인브리지 (조지아)
- 베인브리지 (인디애나)
- 베인브리지(뉴욕주)
- 베인브리지 스트리트(펜실베니아 주 필라델피아)
- 올드 베인브리지 로드(플로리다 탤러해시)
- 베인브리지 해군 훈련 센터 (현재는 폐지)

## 같이 보기
- 대륙해군